# AC Sangiovannese 1927
Die Associazione Calcio Sangiovannese 1927 (auch kurz nur Sangiovannese) ist ein Fußballverein aus San Giovanni Valdarno, Italien.

## Geschichte

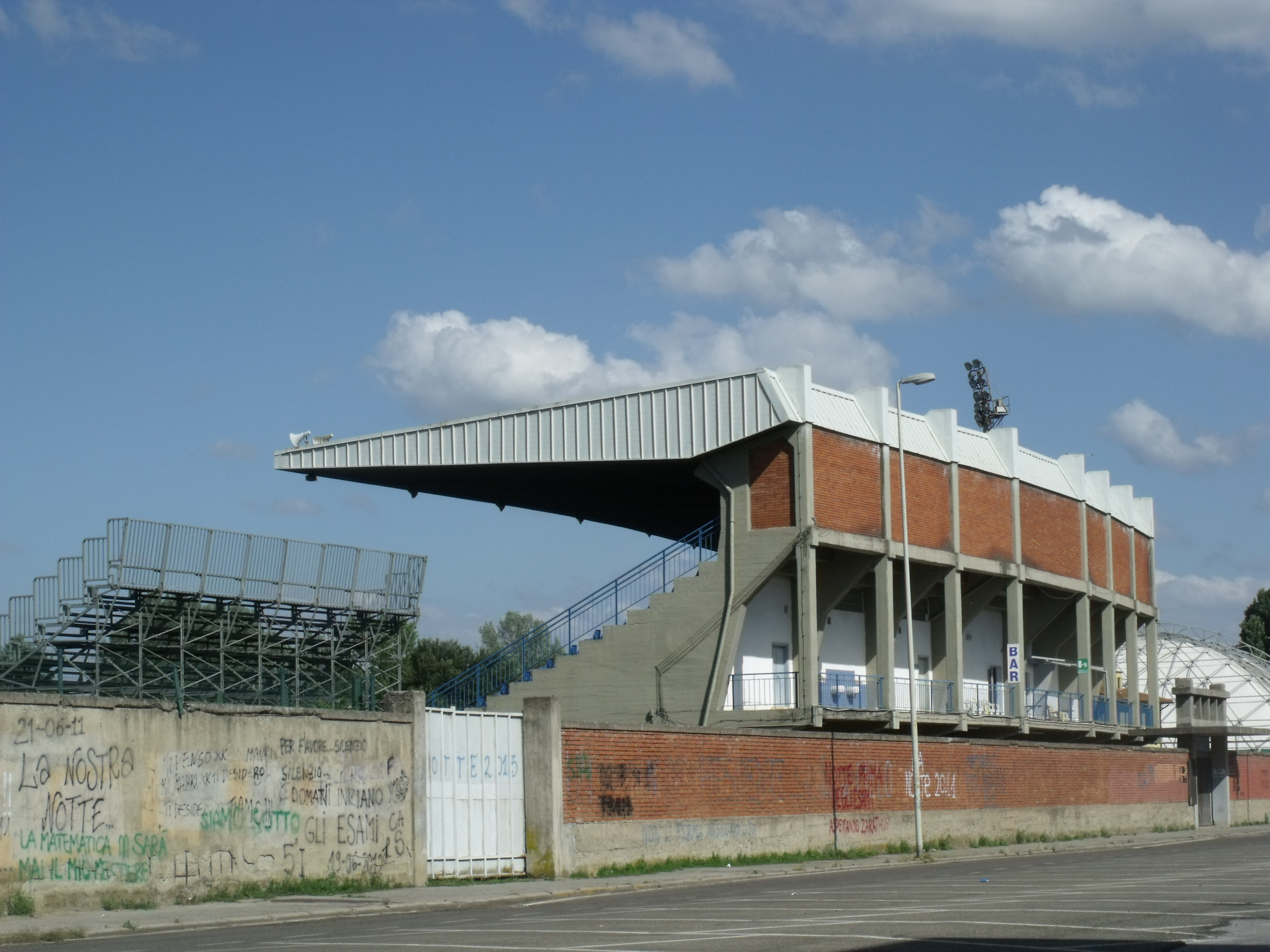
Stadion Stadio Comunale Virgilio Fedini in San Giovanni Valdarno

Der Verein wurde 1927 gegründet. Die Vereinsfarben sind Azurblau und Weiß. Am Ende der 1930er Jahre erreichte die Mannschaft die Serie C. Nach der Kriegspause spielte der Verein in unterklassigen Ligen, um 1958 in die Serie D aufzusteigen. Dort blieb der Verein bis 1971, als die Mannschaft in die Serie C zurückkehrte und bis 1982 dort verblieb. Nach einigen Abstiegen kehrte der Club im Jahr 2000 in die viertklassige Serie C2 und später in die drittklassige Serie C1 zurück, aus der die Mannschaft 2008 abstieg. Seitdem spielt der Verein in der viertklassigen Serie D.

## Stadion
Der Verein spielt im Stadio Virgilio Fedini an der Piazza Palermo. Es hat Platz für 3.800 Zuschauer und wurde 1996 eingeweiht. Die Haupttribüne ist überdacht und bietet ca. 1000 Zuschauern einen Sitzplatz.

## Spieler
- Spartaco Landini (19??–1962) Jugend, (1976–1978) Spieler

## Trainer
- Giovan Battista Fabbri (1971–1972)
- Giuseppe Sannino (2002–2003)
- Maurizio Sarri (2003–2005)